# Julio Grave de Peralta
Julio Grave de Peralta y Zayas-Bazán (Holguín, Cuba, 24 de abril de 1834 - Cebollas, Holguín, Cuba, 24 de junio de 1872), fue un militar cubano del siglo XIX. Su hermano menor, Belisario Grave de Peralta, fue Brigadier del Ejército Libertador de Cuba. 

## Orígenes y primeros años
Julio Grave de Peralta y Zayas-Bazán nació en una familia de elevada posición social en la ciudad de Holguín, en el nororiente de Cuba, el 24 de abril de 1834.
Hijo de José Grave de Peralta y Rafaela de Zayas-Bazán, ambos de familia ilustre. Su hermano menor, Belisario, nació siete años más tarde, en 1841. 
Los hermanos Grave de Peralta pronto se dieron a conocer por su participación en conspiraciones independentistas, que pretendían separar a Cuba de España.

## Guerra de los Diez Años
Tras el Grito de Yara, dado por Carlos Manuel de Céspedes, el 10 de octubre de 1868 y el estallido de la Guerra de los Diez Años (1868-1878), comenzaron a ocurrir diversos alzamientos en Cuba, principalmente en el Oriente y el Centro. 
Los Hermanos Grave de Peralta, se levantaron en armas en Guayacán del Naranjo, el 14 de octubre de 1868.  Estaban al mando de 120 hombres aproximadamente. Luego de un corto descanso de las tropas en una finca, partieron a tomar la ciudad de Holguín, cosa que no lograron. 
Dicho apoyo al alzamiento, fue el comienzo de una fuerte amistad entre Céspedes y Julio Grave de Peralta, que duró hasta la muerte de este último. 
Nombrado Mayor general del Ejército Libertador de Cuba, Peralta comandó las tropas de su región natal durante los primeros años de la guerra.

## Expedición y muerte
Sin embargo, el gobierno de la República de Cuba en Armas, presidido por Céspedes, decidió enviar al General Peralta al extranjero, con la misión de regresar lo más pronto posible con una fuerte expedición armada, que trajera armas y, sobre todo, municiones, muy necesarias en ese momento crítico de la guerra. 
El General Peralta regresó en la expedición del vapor “Fanny” y desembarcó por su región natal en junio de 1872. Sorprendidos por las fuerzas españolas, muere en combate en un lugar conocido como “Cebollas”, el 24 de junio de 1872.

## Legado y homenajes
Durante años, corrió el rumor de que el General Peralta se había suicidado para no caer prisionero del enemigo, pero es un hecho comprobado que murió en combate. 
En la actualidad, en su ciudad natal de San Isidoro de Holguín, existe un parque con una estatua del Mayor general Julio Grave de Peralta. Además, una tarja conmemora su nacimiento en su casa natal, que actualmente es un policlínico.